# 嵐の中で輝いて
「嵐の中で輝いて」（あらしのなかでかがやいて）は、1996年1月24日にスターチャイルドレコード（キングレコード）から発売された米倉千尋のデビューシングルである。初回盤はクリアケース仕様で、ステッカーを封入している。

## 収録曲
1. 嵐の中で輝いて
作詞：渡辺なつみ、作曲：夢野真音、編曲：見良津健雄
  - OVA『機動戦士ガンダム 第08MS小隊』オープニング主題歌。
  - 中部日本放送『ミックスパイください』エンディングテーマ。
  - 1枚目のアルバム『Believe』と3枚目のアルバム『always』には、「Stormy Version」として収録されている。
  - 4枚目のアルバム『Colours』には、「ガンダム20周年記念バージョン」として収録されている。
  - ベストアルバム『Little Voice』『BEST OF CHIHIROX』には、オリジナルバージョンとして収録されている。
2. 10 YEARS AFTER
作詞：朝倉京子、作曲：三浦一年、編曲：見良津健雄
  - OVA『機動戦士ガンダム 第08MS小隊』エンディング主題歌。
  - 『Believe』には、「Forever Version」として収録されている。
  - 『always』には、「always Mix」として収録されている。
  - 『BEST OF CHIHIROX』には、オリジナルバージョンとして収録されている。
3. 嵐の中で輝いて（original karaoke）
4. 10 YEARS AFTER（original karaoke）

## カバー
- 遠藤正明 - 2008年発売のアルバム『ENSON 〜COVER SONGS COLLECTION Vol.1〜』に収録。
- 今井麻美、原由実、沼倉愛美 - 2011年発売のアルバム『THE IDOLM@STER STATION!!! THIRD TRAVEL WANTED』に収録。
- 佐咲紗花 - 2011年発売のアルバム『sympathetic world』特典CDに収録。
- 岩男潤子 - 2011年発売のアルバム『Anison Acoustics』に収録。
- 玉置成実 - 2014年発売のアルバム『NT GUNDAM COVER』に収録。
- 森口博子 - 2019年発売のカバーアルバム『GUNDAM SONG COVERS』に収録。
- スピラ・スピカ - 2020年発売の『Re:RISE -e.p.- 2』に収録。